# Chris Alain
Chris Alain, artiestennaam van Alain Christian Sebazungu Niyibizi (Kigali, 12 december 1996), is een zanger, songwriter en presentator.

## Biografie
Begin 2017 bracht Chris Alain zijn debuutsingle Will Be Better uit, waarmee hij binnenkwam op 53 in de iTunes Top 100. Chris nam eind 2017 ook deel aan het achtste seizoen van het populaire tv-programma The voice of Holland. Bij zijn Blind Audition draaide alle vier de stoelen en koos hij voor coach Sanne Hans van Miss Montreal. Hij schopte het tot de Knock Outs. In april 2019 bracht hij zijn single Coming Of Age uit. Het was de voorloper van zijn ep Elements, die op 24 mei 2019 verscheen. Ook heeft hij meegeschreven en zong als featuring artiest de singles 'Call Me Up' en 'All My Love' in samenwerking met de Duitse R.I.O.
Sinds september 2023 is Chris Alain radio-dj bij NPO FunX.

## Discografie

### Albums
| Jaar | Titel    | Formaat | Label       |
| ---- | -------- | ------- | ----------- |
| 2019 | Elements | ep      | Chris Alain |

### Singles
| Single met eventuele hitnotering(en) in de Nederlandse Top 40 | Datum van verschijnen | Datum van binnenkomst | Hoogste positie | Aantal weken | Opmerkingen                 |
| ------------------------------------------------------------- | --------------------- | --------------------- | --------------- | ------------ | --------------------------- |
| Will Be Better                                                | 2017                  | 27-01-2017            | -               | -            | Nr. 53 in de iTunes Top 100 |
| Coming Of Age                                                 | 2019                  | 05-04-2019            | -               | -            |                             |
| Wounds                                                        | 2019                  | 24-05-2019            | -               | -            |                             |
| Echoes                                                        | 2022                  | 01-04-2022            | -               | -            |                             |
| You & I                                                       | 2022                  | 08-07-2022            | -               | -            |                             |